# Anton Gaspari
Tone (Anton) Gaspari, slovenski pesnik, pisatelj in učitelj , * 16. januar 1893, Selšček pri Cerknici, † 1. ali 4. januar 1985, Dovje.

## Življenje in delo
Anton Gaspari je mlajši brat slikarja Maksima Gasparija. Pisal je pesmi in pripovedno prozo. Leta 1908 do 1912 se je šolal na učiteljišču v Ljubljani. Od 1. novembra 1912 je poučeval v Babnem Polju, med letoma 1926 in 1937 je bil ravnatelj Državne meščanske šole na Rakeku, kasneje pa poučeval tudi v Globasnici na Koroškem in na meščanski šoli v Krškem. 1911 je začel pod psevdonimom Tone Rakovčan objavljati pesmi in črtice v časopisu Zvonček in nato tudi v časopisu Domače ognjišče. 1916 je sodeloval pri uredništvu revije Slovan, med 1932 in 1940 pa je bil urednik revije Razori. Ob koroškem plebiscitu je bil eden glavnih sourednikov pri mladinski reviji Mlada Jugoslavija.
Leta 1923 je s Pavletom Koširjem izdal zbirko koroških pravljic in popevk, zbranih na Koroškem, z naslovom Gor čez izaro. Z bratom Maksimom je leta 1924 objavil didaktični priročnik Pratika za deco. Strokovne članke je objavljal v pedagoških časopisih, leposlovje pa v časopisih Prosveta, Ženski svet, Gruda, Domači prijatelj. Pesmi v leposlovnih revijah imajo erotično vsebino in se zgledujejo po slovenskih narodnih pesmih, šegah in običajih.

## Dela
- Divji mož  (1930) (mladinska igra) (COBISS)
- Komedije (1942) (drama) (COBISS)
- Druga mati (1972) (kratka proza) (COBISS), Cesta (1930) (kratka proza) (COBISS), Gorni mož (1944) (kratka proza) (COBISS)
- Povest o gornem možu (1971) (pravljica) (COBISS), Gor čez izaro (1923) (zbirka koroških pravljic) (COBISS)
- Sijaj, sijaj, solnčece! (1923) (poezija) (COBISS)